# Dżan dżan
Dżan Dżan – singel ormiańskiego duetu Inga i Anusz Arszakian napisany przez Mane Hako’bjana, Wardana Zado’jana i Awet Barseghjana oraz wydany w 2009 roku.
Utwór jest połączeniem muzyki folkowej oraz elementów muzyki nowoczesnej. 
W lutym 2009 roku utwór wygrał finał ormiańskich eliminacji eurowizyjnych po zdobyciu największego poparcia jurorów i telewidzów, dzięki czemu został wybrany na numer reprezentujący Armenię w 54. Konkursie Piosenki Eurowizji organizowanym w Moskwie. 12 maja siostry Arszakian wystąpiły z nim w pierwszym półfinale widowiska i z piątego miejsca awansowały do finału, w którym zajęły ostatecznie 10. miejsce z 92 punktami na koncie, w tym m.in. maksymalną notę 12 punktów od Czech. 

## Lista utworów
CD maxi-singel
1. „Dżan Dżan” (Original Version)
2. „Dżan Dżan” (DP Project Electro Mix)
3. „Dżan Dżan” (DP Project Soulfull Mix)

## Notowania na listach przebojów
| Kraj            | Notowanie (2009) | Najwyższe miejsce |
| --------------- | ---------------- | ----------------- |
| Szwecja         | Singles Top 60   | 29                |
| Wielka Brytania | Singles Top 200  | 159               |